# Phyllospadix juzepczukii
Phyllospadix juzepczukii là một loài thực vật có hoa trong họ Zosteraceae. Loài này được Tzvelev miêu tả khoa học đầu tiên năm 1981.